# Tantara
Tantara ist eine norwegische Thrash-Metal-Band aus Vestfold. Die Band steht bei Indie Recordings unter Vertrag und hat bislang ein Studioalbum veröffentlicht.

## Geschichte
Im September 2009 beschlossen der Schlagzeuger Stian Sannerud und der Rhythmusgitarrist und Sänger Fredrik Bjerkø, ihr gemeinsames Projekt in eine echte Band zu verwandeln. Kurze Zeit später schloss sich Per Semb, mit dem die beiden Gründungsmitglieder schon zuvor in anderen Bands gespielt haben, als Leadgitarrist an. Im September 2010 wurde die Band durch den Bassisten Bjarke Haakenstad, einem alten Klassenkameraden von Stian Sannerud, komplettiert. Während des Jahres wurden das Demo Demo 2010 sowie die EP Human Mutation veröffentlicht.
Bjarke Haakenstad verließ die Band im April 2011 und wurde durch den Schweden Max Warnby ersetzt. Die Band reiste daraufhin im Juli 2011 in die dänische Hauptstadt Kopenhagen, um unter der Anleitung von Flemming Rasmussen ihr Debütalbum Based on Evil aufzunehmen. Das Titellied wurde im gleichen Jahr als Single veröffentlicht. Das Album sollte noch im Jahre 2011 veröffentlicht werden. Die eigentliche Veröffentlichung erfolgte jedoch erst im August 2012.

## Stil
Tantara spielen Thrash Metal, der stark von den Bands der San Francisco Bay Area beeinflusst ist. In Interviews nennen die Musiker Bands wie Heathen, Testament, Anthrax, Slayer, Metallica und Exodus als ihre Haupteinflüsse. Von Seiten der Fachpresse wird die Band mit Vio-lence, Cyclone Temple oder Vektor verglichen.

## Diskografie
- 2010: Demo 2010 (Demo)
- 2010: Human Mutation (EP)
- 2011: Trapped in Bodies (Single)
- 2012: Based on Evil (Single)
- 2012: Based on Evil
- 2018: Sum of Forces